# Ирина Ангелина
Ирина Ангелина (греч. Ειρήνη Αγγελίνα), после принятия католицизма — Мария (нем. Maria) (1181 — 27 августа 1208) — византийская принцесса, дочь императора Исаака II Ангела.

## Биография
В 1193 году вышла замуж за норманнского принца Рожера, носившего титул герцога Апулии, но уже в конце того же года стала вдовой. 
2/3 апреля 1195 года обручилась с Филиппом, герцогом швабским. 25 мая 1197 года вышла за него замуж и в следующем году, благодаря неожиданному повороту в судьбе своего второго мужа, стала германской императрицей.
Ирина, или, как её называли в Германии, Мария, «роза без шипов, кроткая голубка», как пел Вальтер фон дер Фогельвейде, приобрела в Германии множество поклонников. 
Умерла 27 августа 1208 года от преждевременных родов, на два месяца пережив своего второго мужа, убитого 21 июня того же года.

## Семья
Первый муж — Рожер V герцог Апулии, детей в этом браке не было. 
Второй муж — Филипп Швабский, в этом браке было шесть детей:
- Беатриса Швабская (1198—1212), жена Оттона IV Брауншвейгского (ок. 1175/1176 — 19 мая 1218), короля Германии с 1198 года, императора Священной Римской империи 1209—1215;
- Кунигунда Швабская (1200—1248), королева Чехии, жена Вацлава I;
- Мария Швабская (1201—1235), жена герцога Брабанта Генриха II ;
- Елизавета Швабская (1203—1235), королева Кастилии и Леона, жена короля Кастилии Фернандо III (будущего Святого Фернандо III);
- Рейнальд;
- Фридрих[4].